# 施洛斯霍尔特-施图肯布罗克
施洛斯霍尔特-施图肯布罗克是德国北莱茵-威斯特法伦州的一个市镇。总面积67.47平方公里，总人口26150人，其中男性12869人，女性13281人（2011年12月31日），人口密度388人/平方公里。